# Plintovec
Plintovec je naselje u slovenskoj Općini Kungoti. Plintovec se nalazi u pokrajini Štajerskoj i statističkoj regiji Podravskoj. 

## Stanovništvo
Prema popisu stanovništva iz 2002. godine naselje je imalo 562 stanovnika.